# Poiana (Constanța)
Poiana (antiguamente Orozlar) es una localidad rumana del oraș de Ovidiu, en el condado de Constanța.

## Toponimia
El antiguo nombre del lugar puede encontrarse escrito con grafías como Orozlar y Horoslar. Pasó a llamarse Horia.

## Historia
Hacia finales del siglo XIX, la localidad, que ya por entonces pertenecía al condado de Constanța, formaba parte de la comuna de Palaz y tenía contabilizada una población de 248 habitantes, en su mayoría turcos y tártaros.
En la segunda mitad del siglo XX había pasado a formar parte del oraș de Ovidiu. En el censo de 2021 la localidad tenía una población de 1042 habitantes.